# El disputado voto del Sr. Cayo
El disputado voto del Sr. Cayo es una película española de 1986 dirigida por Antonio Giménez-Rico, basada en la novela homónima que Miguel Delibes escribió en 1978.

## Argumento
Durante las elecciones de 1977, las primeras democráticas en la España posterior a la muerte de Franco, un candidato del PSOE (Juan Luis Galiardo) viaja junto a dos jóvenes militantes hasta unos pequeños pueblos del norte de la provincia de Burgos, donde conocen al alcalde de una villa de tres habitantes, el señor Cayo (Francisco Rabal).

## Trama
La narrativa transcurre entre dos momentos históricos, uno justo previo a las elecciones de 1977, filmado en color, y otro, unos años después, filmado en blanco y negro. Víctor, o "V. V." (Juan Luis Galiardo), viejo militante socialista que ha pasado buena parte del tardofranquismo encarcelado por sus actos de protesta en contra del régimen, es presentado en las elecciones de 1977 como candidato a diputado por la provincia de Burgos, en la cual tendrá que hacer campaña por una serie de pueblos pequeños. En el viaje le acompañan dos militantes jóvenes, Lali (Lydia Bosch) y Rafa (Iñaki Miramón). De pronto, descubren que no son la única entidad política intentando promocionarse entre los habitantes del entorno rural, encontrándose con numerosos afiches de candidaturas rivales, a la vez que propaganda ultraderechista.
Los tres llegan a una aldea despoblada, en la que se encuentran con el Sr. Cayo (Francisco Rabal), alcalde de la misma. Les acoge y les informa de que en efecto, solo quedan dos personas en el pueblo además de él; la primera, su esposa, una mujer muda (Molinero), el segundo, un hombre con el que aparentemente no ha hablado en muchos años.
Después de pasar el día con él, aprendiendo sobre las distintas tradiciones y modos de vida que el Sr. Cayo y su mujer aún conservan, Rafa se frustra, no entendiendo cómo puede vivir gente tan alejada de los acontecimientos políticos que le interesan a él. Discuten todos largamente, pero son interrumpidos por la llegada de una pandilla de jóvenes ultraderechistas, que les acosan y golpean a modo de intimidación antes de largarse por el mismo camino de donde habían llegado. Rafa parece distanciarse, mientras V. V. y Lali discuten sobre el desencanto que sienten sobre su rol como representantes políticos en un país cuyos modos de vida no paran de cambiar.
Años después, Rafa y Lali se encuentran en el funeral de V. V. y discuten sobre la idea de volver a visitar al Sr. Cayo, tal como se lo habían prometido la última vez que se vieron. Rafa, involucrado ahora plenamente en la maquinaria del partido, parece escéptico, pero al fin decide ir. Se encuentra con el Sr. Cayo, pero el hombre, ahora sí, se encuentra completamente solo. Rafa intenta hablar con él, pero notando que el anciano está muy enfermo, decide llamar a una ambulancia para que se lo lleven a un centro médico. La película termina con Rafa, visiblemente más mayor de aspecto, caminando de nuevo hacia su automóvil por las calles de la aldea ahora completamente desierta (con la excepción de un perro, del cual se supone el Sr. Cayo había cuidado). En un muro, Rafa pinta sobre el lugar donde habían colgado los carteles los ultraderechistas las siglas "V. V."

## Reparto
| Actor               | Personaje       |
| ------------------- | --------------- |
| Francisco Rabal     | Señor Cayo      |
| Juan Luis Galiardo  | Víctor          |
| Iñaki Miramón       | Rafa            |
| Lydia Bosch         | Laly            |
| Eusebio Lázaro      | Dani            |
| Mari Paz Molinero   | Mujer de Cayo   |
| Gabriel Renom       | Mauricio        |
| Francisco Casares   | Carmelo         |
| Abel Vitón          | Ángel Alad      |
| Juan Jesús Valverde | Arturo González |
| Julián Navarro      |                 |
| José Ramón Pardo    |                 |
| Carlos Santurio     |                 |
| Julia Torres        |                 |
| Salvador Guerrero   |                 |
| Tino Martín         |                 |
| Pilar Coronado      |                 |